# Cotârgaci (okręg Jassy)
Cotârgaci – wieś w Rumunii, w okręgu Jassy, w gminie Bălțați. W 2011 roku liczyła 80 mieszkańców.